# مورغان غاريت
مورغان غاريت (بالإنجليزية: Morgan Garrett)‏ هي ممثلة أمريكية، ولدت في 4 سبتمبر 1985 في دالاس في الولايات المتحدة.

## أعمال

### مسلسلات
- حبيبتي الأولى غيارو
- لاف لايف! سان شاين!!

## وصلات خارجية
- الموقع الرسمي
- مورغان غاريت على موقع IMDb (الإنجليزية)
- مورغان غاريت على موقع ANN person (الإنجليزية)